# عباس الفديني
عباس الفديني سياسي سوداني، عضو المجلس التشريعي السوداني ومنتدى البرلمانيين الأفريقيين والعرب المعني بالسكان والتنمية.
في 10 يونيو 2008 نجا من حريق رحلة الخطوط الجوية السودانية 109.